# معبد وادجيت

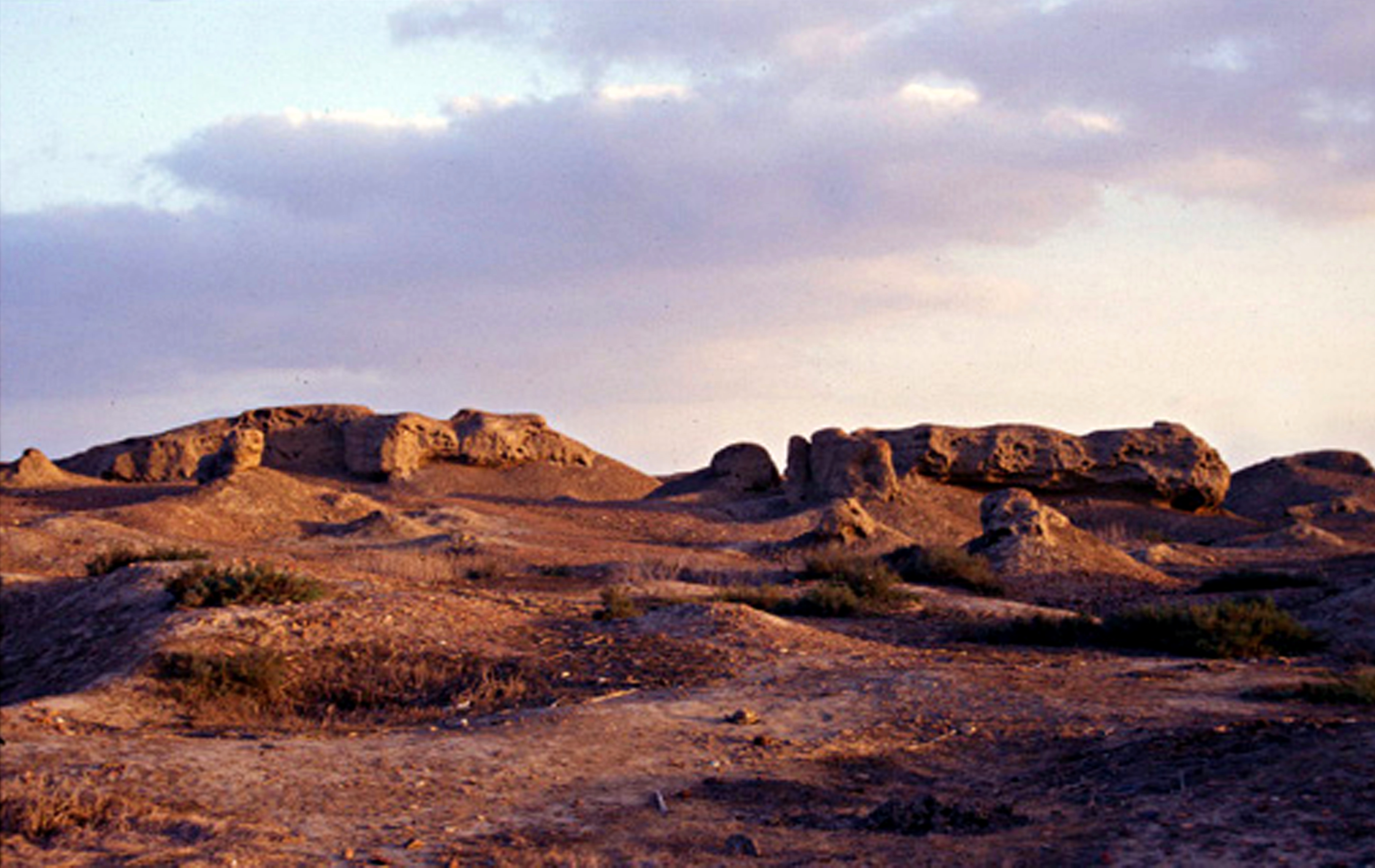
تل الفراعين، وهو مكان مدينة بوتو التي بها المعبد

معبد وادجيت، هو معبد مصري قديم مكرّس على اسم الإلهة وادجيت. ويقع في مدينة بوتو (تل الفراعين) على بعد 10 كم شمال شرق مدينة دسوق شمال مصر.